# Ebalia stimpsonii
Ebalia stimpsonii är en kräftdjursart som beskrevs av Alphonse Milne-Edwards 1880. Ebalia stimpsonii ingår i släktet Ebalia och familjen Leucosiidae. Inga underarter finns listade i Catalogue of Life.